# Nicole le Fever
Nicole le Fever (3 maart 1965) is een Nederlands journalist.
Ze begon haar carrière in de journalistiek als verslaggever bij het Jeugdjournaal.
Le Fever was van 2006 tot 2011 correspondent voor het NOS Journaal vanuit het Midden-Oosten. Haar standplaats was Amman, Jordanië. In haar verslagen probeerde zij aan de hand van verhalen van burgers te laten zien dat in deze regio meer speelt dan conflicten en religieus fanatisme.
Sinds 2011 is ze werkzaam op de redactie van de NOS.
In september 2011 ontving Nicole le Fever de ereprijs "Journalist voor de Vrede" voor 2011, een prijs die jaarlijks wordt toegekend door het Humanistisch Vredesberaad. Het juryrapport vermeldde onder meer: "In haar berichtgeving valt op dat zij niet alleen op heldere wijze verslag doet van actuele gebeurtenissen, maar zich ook inspant om te belichten wat deze gebeurtenissen voor de mensen in de bewuste gebieden betekenen. Haar journalistieke werk kenmerkt zich door een oog dat verder reikt dan het actuele conflict, en werkt corrigerend op de vaak eenzijdige beelden van het Nabije Oosten die zich in onze westerse samenleving gevestigd hebben."
Le Fever heeft een dochter.